# Tomba di Menotti Garibaldi
La tomba di Menotti Garibaldi è un mausoleo che sorge nella frazione di Carano del comune di Aprilia, in provincia di Latina.

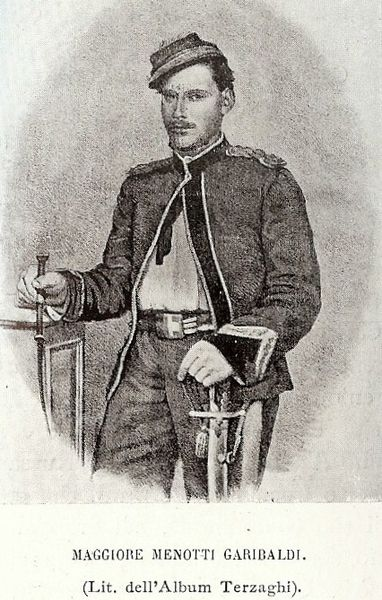
Domenico Menotti Garibaldi

Vi è sepolto Domenico Menotti Garibaldi, spesso noto semplicemente come Menotti Garibaldi, figlio primogenito di Giuseppe Garibaldi, insieme ad altri 16 componenti della famiglia. Menotti Garibaldi è morto nel 1903 dopo essersi ammalato durante lo svolgimento delle opere di bonifica della tenuta di Carano.
La tomba si trova nelle vicinanze del casale dove il primogenito dell'eroe dei due mondi ha vissuto; ulteriori informazioni sulla tomba e sull'attiguo casale possono trovarsi sul sito ufficiale.